# Beaumont College
El Beaumont College fue un colegio privado jesuita situado en Old Windsor, Berkshire, Inglaterra, que funcionó desde 1861 hasta 1967.

## Historia
Beaumont fue establecido en una antigua propiedad campestre, cuyos terrenos eran adyacentes al Támesis, en Windsor. La propiedad -conocida como Remenham- fue heredada por Lord Weymouth en 1714 y, posteriormente, comprada por el duque de Roxburghe para su hijo el marqués de Bowmont, de cuyo título derivó su nombre. Sucesivamente, Beaumont fue adquirida por Warren Hastings, Henry Griffith y Lord Ashbrook. Este último, amigo personal de Jorge IV, la heredó a su viuda, quien en 1854 la vendió a la Compañía de Jesús para la formación de un colegio-noviciado.
Durante siete años Beaumont sirvió como colegio-noviciado de la provincia inglesa hasta que, en 1861, la Compañía, deseosa de establecer un tercer colegio en el país que tuviera una locación más céntrica que el Stonyhurst (establecido medio siglo antes), lo convirtió en un internado católico para varones. El colegio fue nombrado St Stanislaus College, Beaumont, en honor a San Estanislao Kostka. 
Rápidamente, Beaumont se convirtió en uno de los tres principales colegios católicos de Inglaterra junto al Stonyhurst y el St Aloysius mantenidos por los jesuitas. El colegio se hizo popular entre la realeza y la nobleza católica y la aristocracia iberoamericana, que veían en Beaumont la asociación entre la educación inglesa y la formación jesuita. 
En 1888 fue fundada la preparatoria del St John's Beaumont en Priest's Hill camino a Englefield Green. La preparatoria alberga estudiantes de 3 a 13 años y, desde el cierre de Beaumont, es administrada por el Stonyhurst.
Tras la Segunda Guerra Mundial, la provincia jesuita inglesa sufrió de una grave carencia de sacerdotes y el colegio se vio afectado por problemas financieros debido a la escasez de alumnado. 
En 1967, el colegio fue clausurado definitivamente y sus alumnos transferidos al Stonyhurst.

## Alumni
- Sir Anthony J. Leggett, premio nobel de Física
- Conde John Eugène de Salis, militar y diplomático británico
- Peter Hammill, cantante británico
- Noël Browne, político irlandés.
- José Ruiz de Arana, duque de Baena
- Carlos Víctor Aramayo, magnate minero boliviano.
- Luis Federico Leloir, premio nobel de Química
- José Fernández-Villaverde, marqués consorte de Santa Cruz
- William F. Buckley, Jr., escritor estadounidense.
- Alfonso de Orleans y Borbón, duque de Galiera
- Luis Fernando de Orleans y Borbón
- Giles Gilbert Scott, arquitecto británico
- Erik von Kuehnelt-Leddihn, teórico político austríaco
- José Antonio de Lavalle y Pardo, político peruano
- Hernando de Lavalle, militar peruano
- Príncipe Miguel Andreiévich Románov
- Jaime de Borbón y Borbón, duque de Madrid.
- Sixto Enrique de Borbón-Parma, abanderado de la Tradición.
- Jacobo Fitz-James Stuart, duque de Alba.